# Módní diktát
Módní diktát (také diktát módy) je termín, kterým je obvykle ve společnosti, tisku a mezi spotřebiteli označována zřejmá nebo jindy neprůkazná tendence vyžadovat či naplňovat určitý vzorec žádoucího chování nebo manipulovat společenské preference. Například trendy Vánoc na kterých se shodnou výrobci a aranžéři, způsob jak mají být nastrojené stromky a provedena výzdoba domu, každoročně udává Evropská asociace floristů a výrobců dekorací (EFSA).
Podle respektované autorky odborných publikací v oboru odívání Ludmily Kybalové byl prvním, kdo skutečně zavedl módní diktát Christian Dior. Podle některých tvrzení v sedmdesátých létech móda, jako víceméně jednotné skupinové chování, rozrůznila na styly typické pro skupiny osob. Podle tohoto názoru v posledním desetiletí postmoderní doba ukončila módní diktát a nahradila jej osobním výběrem některé z variant módního stylu, jež jsou všechny možné.
Módní diktát podle rozšířeného názoru ovlivňuje především pojetí krásy, estetiky, vhodnosti a přijatelnosti, tedy etiky, tedy udává hranice společenského chování a vyznačuje jeho ideální podobu, výrazně ovlivňuje rozhodování v nejdůležitějších oblastech života. Podvolení se tlaku módního diktátu je spojeno s osobními prioritami a sebeidentifikací každé osoby. Módní diktát se v rámci společnosti se může u jednotlivých skupin lišit a podléhá změnám. Například do šedesátých let byl zejména v odívání respektován módní diktát pařížské salonní módy.
Módní diktát je motivací členů společnosti nebo skupiny k dobrovolnému plnění určitých společenských norem, jejichž obsah je obvykle šířen médii (vzhled, postavení, chování). Je spotřebiteli vnímán jako sociální vliv a je zohledňován i ekonomickými analýzami. Naplnění norem bývá často adresátem vnímáno se značnou naléhavostí.
Slovní obrat „módní diktát“ se používá často v souvislosti s komerčním modelingem a prodejem oděvů a způsobem sebereprezentace. A v této souvislosti je někdy textilní průmysl vyhodnocen jako původce módního diktátu
Už v roce 1978 americká psychoanalytička Hilde Bruch pokládala módní průmysl za odpovědný za rozšiřování názoru, že hodnota člověka je závislá na tom zda je, či není štíhlý. Průzkumy například poukazují na to, že móda vyhublosti a nemocného vzhledu v módním průmyslu nekoresponduje s představami mužů o ženské kráse. Mentální anorexie je choroba zmiňovaná v souvislosti s přehnanými nároky postiženého na sebe sama v souvislosti s požadavky prostředí. Veřejně známější se stala choroba v letech, kdy byla propagována jako vzor krásy Twiggy.
Diktát módy je rovněž uváděn jako společenský nátlak na způsob dobrovolného opakovaného vizuálního sebeoznačování osob, v rozsahu celé škály jejich chování, v rámci hierarchických společností s nízkou sociální mobilitou (nejen oděv, ale také volba typu dopravního prostředku, způsob vyjadřování, výběr partnera, atp).

## Polemika
Základní rozpory lze vidět již v otázce zda prodejci a výrobci skutečně (úmyslně) ovlivňují společnost (trh, spotřebitele), nebo zda nikoliv. Další otázkou je, zda je módní diktát na rozdíl od virálního marketingu realizovatelný i bez pozitivního přístupu většiny členů společnosti (spotřebitelů) a jaké skupiny společnosti ovlivňuje či jakou intenzitou, protože v preferencích obyvatel často sehrává roli více faktorů, než jen reklama a společenský úzus. Příkladem takového problému je propagovaná komerční postava Santa Claus.
„Ve všech svých významech se nám jeví tedy móda jako fakt sociálně ekonomický, který je vpleten do složitého komplexu společenského bytí a vědomí.“ Proti módním trendům, které jsou produktem masové spotřeby a pásové výroby vzniká opozice, která preferuje individualitu. Tato opozice se stejně tak může stát novou módní vlnou a sociálním diktátem.
Některé zdroje formulují teorii módní diktatury jako záměr a úmyslné šíření kulturní a sociální diktatury pomocí médií a manipulaci nadnárodních, hlavně amerických korporací.[zdroj⁠?!] Podle teorie módní diktatury nadnárodní korporace upevňují své dominantní postavení na trhu a zvyšují zisk ovlivňováním veřejného mínění a modelů chování obyvatelstva. Podle dalších teorií je šířena celosvětově jednotná anglofonní kultura a dlouhou dobu působila globalizace a amerikanizace na neamerické kultury současně.
Jiné zdroje uvádějí jako tvůrce módního diktátu skupiny koupěschopných spotřebitelů: „důležitým důsledkem módy je také jakýsi „módní diktát“,… Tedy například v letní sezóně je velká poptávka po dámských letních šatech, a zároveň (tedy také proto) se módní návrháři a značky této poptávce maximálně věnují a přizpůsobují. Dávají zákazníkům to, co si přejí,…“ zde je dobový módní diktát popisován jako velmi proměnlivý, neodmyslitelný, samozřejmý a pro všechny strany vyhovující společenský jev. Tento jev, podřízení se módě, je zde popisován jako dobrovolné zařazení do skupiny.
Móda není takovým prostředkem, který diktuje normy. Právě naopak, dává lidem možnost realizovat své představy o sobě samém, aniž by byl na člověka vyvíjen nechtěný nátlak. Uvádí tedy zcela přesně opačné tvrzení než opozice.
Dobrovolné přijímání „diktátu módy“ je popisováno s tím, že móda je kulturním fenoménem, způsobem chováním obecně, sociálním projevem osoby. Pokud chápeme oblékaní jako určitý druh chování, pak můžeme říci, že móda určuje pravidla chování a že jejich vynutitelnost má větší sílu než je vynutitelnost některých oblastí práva také proto, že diktát módy je přijímán dobrovolně,… Dobrovolnost a diktát spočívá ve faktu že podstata tohoto sociálního projevu nepochází z estetické oblasti. Přizpůsobením se „podle módy“, demonstruje jedinec akceptování určitých pravidel chování ve skupině. Autor uvádí, že v přísně hierarchicky založených společnostech s nízkou sociální mobilitou (kastovní systémy) mezi jednotlivými vrstvami, se móda, tedy reprezentace postavení osoby vzhledem, podléhá přísným, přesně stanoveným rituálům. Dobrovolné přijímání „diktátu módy“ je podle tohoto názoru možné chápat i jako rituál, kterými osoba dává najevo své společensky podřízené či nadřízené postavení, dobrovolné, ba nadšené vyvěšení viditelného znamení příslušnosti ke skupině, sektě, vrstvě, proudu, jako sociální projev. Takové dobrovolné přijímání módy popisuje Georg Simmel. který nahlíží na módu jako na sociologický projev, v němž dochází k střetávání se opačných tendencí u individua. Snahy splynout se skupinou, začlenit se a být nositelem stejných znaků jako skupina a opačné snahy odlišovat se od ostatních, vyčlenit se některými znaky jako jedinečná osobnost. Dobrovolnost přijímání módy Simmel vysvětluje, když se zamýšlí nad napodobením a jeho dobrovolností:
„Napodobení… …Dává individuu jistotu. že tu ve svém jednání nestojí osamoceno,… Poskytuje… …zvláštní uklidnění,… …Tam, kde napodobujeme, přesunujeme ze sebe na druhého nejen požadavek produktivní energie, nýbrž i odpovědnost za dané jednání. Napodobení tak individuum osvobozuje od trýzně volby a vede k tomu, ze se jeví jako pouhý výtvor skupiny…“
Barthes doplňuje představu, kterou o módě předkládá Simmel. Je-li podle Simmela oděv (jeho móda) určující pro přesně danou sociální vrstvu, pak Barthes ukazuje na znaky a symboly, které informace o příslušnosti, moci a síle majitele dále vypovídají. Na jednoduchém příkladu vojenské uniformy, která sama představuje symbol autoritu rozlišuje znaky ukazující postavení hierarchii velení, jako jsou hvězdy nebo pásky označující míru pravomocí vydávat rozkazy, přičemž čím více hvězd a pásků, stužek a pruhů, tím vyšší je moc nositele. Uniformu někteří sociologové za skutečný módní objekt nepovažují, její používání je povinné. U skutečné módy jsou symboly subtilnější. Nepovinné používání módních prvků, módní chování je ovlivňováno (často silným) tlakem skupiny, tento tlak někteří nazývají diktát módy, módní diktát.
Osoby které odmítají vliv módy a módní výstřelky vnímá jako osoby stejně podléhající módě (se stejnými tendencemi, reagující), jen osoby jejichž individuální reakce se vychyluje do záporné polarity v jejich osobnostním postoji. Takto by bylo možné chápat odpor proti módě nebo nějaké módě, nikoliv však úsilí o ovládání módy, jako jevu, směřovaného úsilí motivovaného účelem zisku nebo výhody.

## Dopad na spotřebitele
V reklamních kampaních je úmyslně vybírán jako model vzor s kterým by se spotřebitel měl ztotožnit. Velký podíl reklamních sdělení je směřován k mladým lidem.
Motiv strachu v reklamě prezentuje hrozbu z negativních důsledků, které mohou nastat tím, že člověk nevlastní určitý výrobek nebo neprovozuje nějakou činnost (např. pojištění). 
Osoba která není schopna ztotožnit se s dokonalým obrazem předkládaným propagací může být negativně postižena společností (šikana na pracovišti, či ve škole) ovšem daleko nejčastěji sama sebe považuje za nežádoucí, ošklivou, nešikovnou, hloupou. nehodnou. Osoby trpící mentální anorexií se hodnotí negativně až k sebenenávisti. 
Ačkoliv je mentální anorexie zmiňována v souvislosti s kultem mládí, módou hubnutí a módním diktátem, některé zdroje jako nesporný faktor mentální anorexie zmiňují pohlavní zneužívání v nezletilém věku.

## Projevy
Vliv komercionalizace, diktát aktuální společenské představy, vzor chování i vzhledu jedince lze ovšem vnímat ve všech oblastech společnosti.
„Postindustriální společnost se atomizuje, člověk… je tyranizován veřejným míněním a podřizuje se reklamě. Stává se lehce manipulovatelným a bezvýznamným článkem politického systému a mocenské elity.“ Snaha měnit a směřovat touhy člověka vyplývá ze skutečnosti, že společenské hodnoty pramenící z potřeb člověka, touhy po přijetí, uznání a ocenění se formálně realizují ve vztazích jedince k druhým lidem, ale též ve vztahu k sobě samému jako členu společnosti. Tyto potřeby lze pomocí vhodných nástrojů a tlaků směřovat, úspěšně využít ku prospěchu jedince, skupiny nebo celku.
Lidé bezmyšlenkovitě kopírují vše, co vidí a slyší, a argument, že v zemích EU je něco tak a tak, je pro ně dostatečný. Ptát se, zda je dobré či špatné to napodobovat, je nejhorším kacířstvím a je zcela zakázáno. (Módní diktát a svobodné rozhodování, Eva Klausnerová o módním diktátu , o sdělení Stanislava Komárka v LN) 
Podle některých kulturních historiků za módním diktátem, zdůrazněním významu módy, stylovosti anebo spíše za „značkovostí“ zboží a designu bylo pouhé vyjádření společenské elity yuppies v 80. letech: „Oblečení až příliš výrazně vyjadřovalo étos podnikatelské kultury. Posedlost po značkovém zboží neznala mezí. Mistrně tak bylo předvedeno, jak se do oděvu promítají hodnotové systémy.… …Prostřednictvím šatů od Versaceho získali jejich nositelé možnost vyšvihnout se mezi společenskou elitu, zařadit se.“(Jana Máchalová, historička módy)
Změna je základní vlastností módy měnily se preferované barvy, střihy oděvů, účesy, filosofické názory, „…ulice velkoměst, Paříže, Londýna, New Yorku,… se proměňovaly až do 80. let podle módního diktátu. Délky sukní klesaly a stoupaly, výraznou růžovou nahrazovala zelená, modrá či černá.“ Ovšem obyvatelé, kteří se hlásí k některým etnickým skupinám, Indiáni, Afričané, však nepřijímají žádné z měnících se módních stylů, nepodléhají módnímu diktátu a zakládají na neměnném oděvu či ozdobení těla. Stejně tak i venkované v odlehlých částech planety již po staletí používají stejné lidové kroje. Další výjimkou, který se z velké části vymyká módnímu diktátu jsou společenské elity používající uniformy. Například oděvy školní mládeže a některé společenské oděvy (myslivost, sport, přehlídkové uniformy) se i generace výrazně nemění. Módním diktátem je neměnnost těchto estetických vzorů. Historie, neměnnost, konzervatismus, nebo stálost je přitom rovněž významným symbolem a hodnotou v dané sociální skupině.

### Sexualita
Časté stereotypní zobrazování v komerčních sděleních může vést k fixaci předsudků ve společensky akceptovatelné formě. Už samotný výběr partnera je proces, při kterém se před konečným výběrem jedinec rozhoduje z více pohledů. Jedním z významných rozhodnutí je kulturně sociální kontext a dopad výběru toho kterého partnera pro jeho vlastnosti a chování. Tento kulturně sociální kontext výběru ovlivňuje také společenské postavení a stratifikaci obou osob ve společnosti a je určen především preferencemi, prioritami, standardy, „racionálními herními pravidly“ dané společnosti, tedy zvyky a obyčeje, které jsou v dané společnost běžné a propagované, ať jsou jakékoliv. Tento pohled je vždy „prvotním hybatelem“ výběru. Preference při výběru partnerů jsou přímo ovlivňovány médii a od dětství předkládanými vzory (Ken, Barbie). Preferenci může významně ovlivnit jak komerční reklama (Marlboro Man) tak i rozšířená literatura (Fifty Shades of Grey – postava Christian Grey) či audiovizuální díla (Angelika, Markýza andělů), propagovanou postavou v kulturní tvorbě (fenomény Beatles, Tokio Hotel, Black Eyed Peas, Justin Timberlake, Hugh Laurie). Vzor výběru tedy může být komerčně úmyslně opakovaně propagovanou definicí, stejně jako představou společnosti promítnutou skrze autora obecně přijímaného díla.
„Součástí sebereprezentace je i móda nebo způsob odlišení se, či snaha udržet se v hranicích konformity v tomto směru.“ (Aspekty zvádzania, Jaroslav Fabok)
„…estetické cítění je důležité nejen jako životní nutnost, ale i při výběru partnera a při volbě sexuálních aktivit… “(Sexualita bez tabu, J.Kubík) 
V prostředí společnosti 21. století a se zřetelem na každodenní sociální interakce je sebereprezentace vnímána jako nesmírně důležitá. Tak, jak jednotlivec vystupuje jej i okolí vnímá a tak jak se obléká a komunikuje je i zařazen a hodnocen.  Ačkoliv svádění nelze zjednodušeně označit za proces, kterým se jedinec přizpůsobuje ideálům protějšku a konformitám společnosti, je význam takového chování významný. Móda je jedním ze základních faktorů v koexistence v společnosti a hodnotících metod které jednotlivce při sociálních interakcích kategorizují podle oblečení a doplňků.
Největší šanci najít si "ideálního" partnera jsou ti jedinci, kteří mají sami také znaky "ideálního" partnera a jsou v komparativní výhodě oproti konkurenci. Přitom jde především vždy o primární fyzické znaky, jako jsou účes, vousy, tvar těla, znaky jimiž se jedinci obou pohlaví výrazně liší. Společenské standardy předurčují nejen jednání, ale ve velké míře i funkce organismu a trávení, předurčuje způsob jakým je organismus při určité činnosti využíván. Výraz tváře, gesta, ale i preferovaný způsob sexuálního styku (anální vs. orální, heterosexuální vs homosexuální, atp.) jsou předem určeny. Móda a její propagovaný ideál, idealizovaný stereotyp „image“ je neodpojitelně spjata s lidskou intimitou, symbolikou těla a jeho částí a intimním životem. Je určujícím faktorem výběru a sociálního chování v sexualitě. 
„V našom socio-kultúrnom prostredí je telo ako symbol sexuality prezentované a hlboko zapísané v našich mysliach a predstavách, najmä vďaka mediálnej sfére. Prezentované prostredie a nasmerovanie pohľadu na špecifický sexuálny podtón je typické prezobrazovanie akejsi predstavy sexuality… .“ (Aspekty zvádzania, Jaroslav Fabok)
U zboží určeného ženám je zdůrazňována skutečnost, že krása je podmíněna vhodnou péčí o sebe sama, že z krásy pramení obdiv okolí. U muže je zdůrazňována skutečnost, že cesta k dosažení úspěchu je víra ve vlastní schopnosti. Reklama prezentuje propagované produkty jako výrobky vytvářející idealizovaný stereotyp „image“ osoby ve společnosti, s tím že nabízený výrobek prezentuje kvality (zvyšuje atraktivitu, společenské uznání) nositele.
S popartem se vytratil obsah v uměleckých pracích, umělec rezignoval na sdělení a oslnil banalitou obsahu. Funkce znaku se projevuje také v přístupu k lidskému tělu, které se mění v samostatný příznak, artefakt. Tělo není výrazem zdraví, dobré tělesné kondice a výkonnosti, ale pouhým příznakem zdraví, znakem dobré tělesné kondice a výkonnosti organismu, které interpretuje společnosti. Tyto symboly krásy, sexuality a úspěchu jsou modifikovány a používány ve vyvolávání touhy a poptávky. Objekty módy však nepovažuje například Jean Baudrillard za znaky, nýbrž fetiše.
„…není možné jednoznačně definovat sexuální normalitu a zdraví, není také možno vymezit sexuální mravnost a nemravnost.“ (nemravným) „…se stává teprve prostřednictvím doprovázejících okolností a zejména vymezením vztahu k partnerství a celé společnosti.“
Módní hodnoty (symboly a stereotypy) v sexualitě počátku 21. století: 
- jemná, štíhlá, svůdná, elegantní, aktivní, rebelka, flirt, zábava, aktivní, městská, svlečená, čistá, mladá, bisexuální (homosexuální), cestující, absolutně nespoutaná, požívající alkohol
- drsňák, velmi sebevědomý, sportovec, plný adrenalinu, hudebník, společník, přítel, elegantní, muž mezi obnaženými ženami, svlečený, aktivní, relaxující, svůdce, rebel, mladý, cestující, požívající alkohol

Reklamní slogany a používaná spojení: „užívejte si častěji“, „bez kompromisů“.

### Oblečení
Informace z médií jsou toho názoru, že „zahraniční zásobovači“ (rozuměj dodavatelé velkých prodejců) se domnívají, že český spotřebitel je konzervativní a zajímavější barvy a vzory nechce.  Výrobci konfekčních oděvů ovšem všude na světě vyrábí zboží v určitých typech, které odpovídají i potřebám výrobců, nejen poptávce. Trh však formují nejen velcí výrobci a velké skupiny zákazníků, ale i malí výrobci a malé skupiny zákazníků, které nemusejí respektovat módní diktaturu a mohou vyrábět i zcela odlišné oblečení.
„Móda v oblékání prepubertálních a pubertálních dětí je tak často diskutována na základě konceptů mainstreamu a subkultur, přičemž mládeži je přisuzována právě inklinace k subkulturním stylům, které jsou vyjádřením symbolické kreativity. „Mladí jen zřídkakdy konzumují pasivně statky nabízené masovým průmyslem“ (Vlachová 1995: 270), ale Pyšňáková (2007) uvádí, že populární masová móda označovaná jako mainstream je těžko odlišitelná od opozičních kultur, protože „mainstream ve skutečnosti představuje multidimenzionální prostor“ (2007: 248), který vykazuje znaky homogenity i heterogenity, konformity i kreativity a v jehož rámci vedle sebe existují opoziční kombinace.“ 